# Janus (mitologija)
Janus (lat. ianua vrata) rimski je bog vremena, početka i ulaska u radove. Ima glavu s dva lica. Jedno je mladenačko, a drugo staračko i okrenuta su na različite strane. Simbol je nestalnosti i dvoličnosti. On je zaštitnik svakog početka i pothvata, odlaska i dolaska.

## Poveznice
- Janus, Saturnov satelit